# Раппаганнок (округ, Вірджинія)
Шаблон:StateAbbr_ 38°41′ пн. ш. 78°10′ зх. д. / 38.69° пн. ш. 78.17° зх. д.
Округ  Раппаганнок (англ. Rappahannock County) — округ (графство) у штаті  Вірджинія, США. Ідентифікатор округу 51157.

## Історія
Округ утворений 1833 року.

## Демографія
За даними перепису 2000 року загальне населення округу становило 6983 осіб, усе сільське. Серед мешканців округу чоловіків було 3471, а жінок — 3512. В окрузі було 2788 домогосподарств, 2004 родин, які мешкали в 3303 будинках. Середній розмір родини становив 2,94.
Віковий розподіл населення поданий у таблиці:
| Стать    | До 15 років | 15-21 | 22-29 | 30-39 | 40-49 | 50-65 | 65-85 | Понад 85 |
| -------- | ----------- | ----- | ----- | ----- | ----- | ----- | ----- | -------- |
| Чоловіки | 656         | 257   | 233   | 440   | 625   | 794   | 436   | 30       |
| Жінки    | 639         | 250   | 229   | 473   | 621   | 803   | 440   | 57       |

## Суміжні округи
- Фокір — північний схід
- Калпепер — південний схід
- Медісон — південний захід
- Пейдж — захід
- Воррен — північний захід

## Виноски
1. ↑  U.S. Decennial Census. United States Census Bureau. Архів оригіналу за 26 квітня 2015. Процитовано 5 січня 2014.
2. ↑  Historical Census Browser. University of Virginia Library. Архів оригіналу за 11 серпня 2012. Процитовано 5 січня 2014.
3. ↑  Population of Counties by Decennial Census: 1900 to 1990. United States Census Bureau. Архів оригіналу за 15 грудня 2013. Процитовано 5 січня 2014.
4. ↑  Census 2000 PHC-T-4. Ranking Tables for Counties: 1990 and 2000 (PDF). United States Census Bureau. Архів оригіналу (PDF) за 18 грудня 2014. Процитовано 5 січня 2014.
5. ↑  American FactFinder. Бюро перепису населення США. Архів оригіналу за 26 лютого 2012. Процитовано 31 січня 2008.

| США | Це незавершена стаття з географії США. Ви можете допомогти проєкту, виправивши або дописавши її. |